# Nowa Wieś (gmina Harasiuki)
Nowa Wieś – wieś w Polsce, położona w województwie podkarpackim, w powiecie niżańskim, w gminie Harasiuki.
| SIMC    | Nazwa   | Rodzaj    |
| ------- | ------- | --------- |
| 0793383 | Koniec  | część wsi |
| 0793390 | Praga   | część wsi |
| 0793408 | Rogatki | część wsi |

W latach 1975–1998 miejscowość administracyjnie należała do województwa tarnobrzeskiego.
Wieś jest sołectwem w gminie Harasiuki. 
Wierni Kościoła rzymskokatolickiego należą do parafii Matki Bożej Królowej Polski w Hucisku.